# Michael Hofer (Philosoph)
Michael Hofer (* 1966 in Steyr) ist ein österreichischer Philosoph.

## Leben
Das Studium der Philosophie, Germanistik und Theologie in Wien, Frankfurt am Main und an der Georgetown University schloss er als Magister Theologiae und Dr. phil. ab. Er war Konsulent beim ORF-Fernsehen/Religion. Seit dem 1. Oktober 2006 lehrt er als Professor für Theoretische Philosophie an der KU Linz.
Seine Forschungsschwerpunkte sind Hermeneutik, Erkenntnistheorie, Metaphysik, Kant und Deutscher Idealismus sowie Theorien der Subjektivität.

## Schriften (Auswahl)
- Nächstenliebe, Freundschaft, Geselligkeit. Verstehen und Anerkennen bei Abel, Gadamer und Schleiermacher. Fink, München 1998, ISBN 3-7705-3238-4 (zugleich Dissertation, Wien 1996).
- als Herausgeber mit Mirko Wischke: Gadamer verstehen. Understanding Gadamer. Wissenschaftliche Buchgesellschaft, Darmstadt 2003, ISBN 3-534-16320-6.
- als Herausgeber mit Christopher Meiller, Hans Schelkshorn und Kurt Appel: Der Endzweck der Schöpfung. Zu den Schlussparagraphen (§§84–91) in Kants Kritik der Urteilskraft. Alber, Freiburg/München 2013, ISBN 978-3-495-48625-2.